# Worldbuilding
 (juin 2022).
- Si vous ne connaissez pas le sujet, laissez ce bandeau (vous pouvez alors contacter les auteurs).
- Si vous supprimez le contenu mis en cause (vous pouvez préalablement contacter les auteurs),

argumentez précisément cette suppression dans la page de discussion
(un manque de référence n'est pas un argument ; une recherche réelle de référence doit avoir été effectuée, être formellement documentée).
 (juin 2022).
Si vous disposez d'ouvrages ou d'articles de référence ou si vous connaissez des sites web de qualité traitant du thème abordé ici, merci de compléter l'article en donnant les références utiles à sa vérifiabilité et en les liant à la section « Notes et références ».

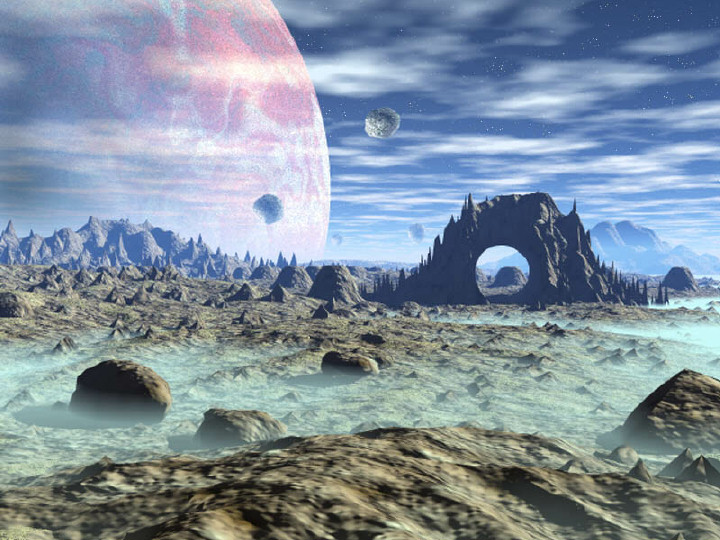
Vue 3D d'un monde fictif.

Le worldbuilding, ou construction d'univers, est le processus d'élaboration d'un monde imaginaire, parfois associé à tout un univers fictionnel. Développer un monde imaginaire doté de caractéristiques cohérentes et réalistes telles qu'une histoire, une géographie et une écologie est une tâche clé pour de nombreux créateurs, en particulier de science-fiction ou de fantasy. Le worldbuilding implique généralement la création de cartes, d'une toile de fond (backstory) et de castes (notamment dans les littératures de l'imaginaire), avec des coutumes sociales spécifiques et, dans certains cas, une langue inventée pour l'univers,,,,.
Le worldbuilding existe dans les romans, les jeux de rôle ou les médias visuels tels que le cinéma, les jeux vidéo ou la bande dessinée,,,,. Certains auteurs de fiction situent plusieurs œuvres dans le même monde imaginaire. C'est ce qu'on appelle alors un univers fictionnel. Par exemple, Jack Vance a placé plusieurs de ses romans dans le « Gaean Reach », une région fictive de l'espace. Un univers fictionnel composé d'œuvres créées par plusieurs auteurs différent est appelé univers partagé. L'univers étendu de Star Wars en est un bon exemple.

## Étymologie
Le terme anglais « world-building » (littéralement « construction de monde ») apparaît pour la première fois en décembre 1820 dans la revue Edinburgh Review et est utilisé en 1920 dans Space Time and Gravitation: An Outline of the General Relativity Theory par Arthur Eddington, pour décrire l'expérience de pensée qui consiste à imaginer des mondes hypothétiques reposant sur des lois physiques différentes. Le terme est utilisé en critique de science-fiction et de fantasy depuis son apparition dans Edgar Rice Burroughs: Master of Adventure (1965) de Richard A. Lupoff.

## Histoire

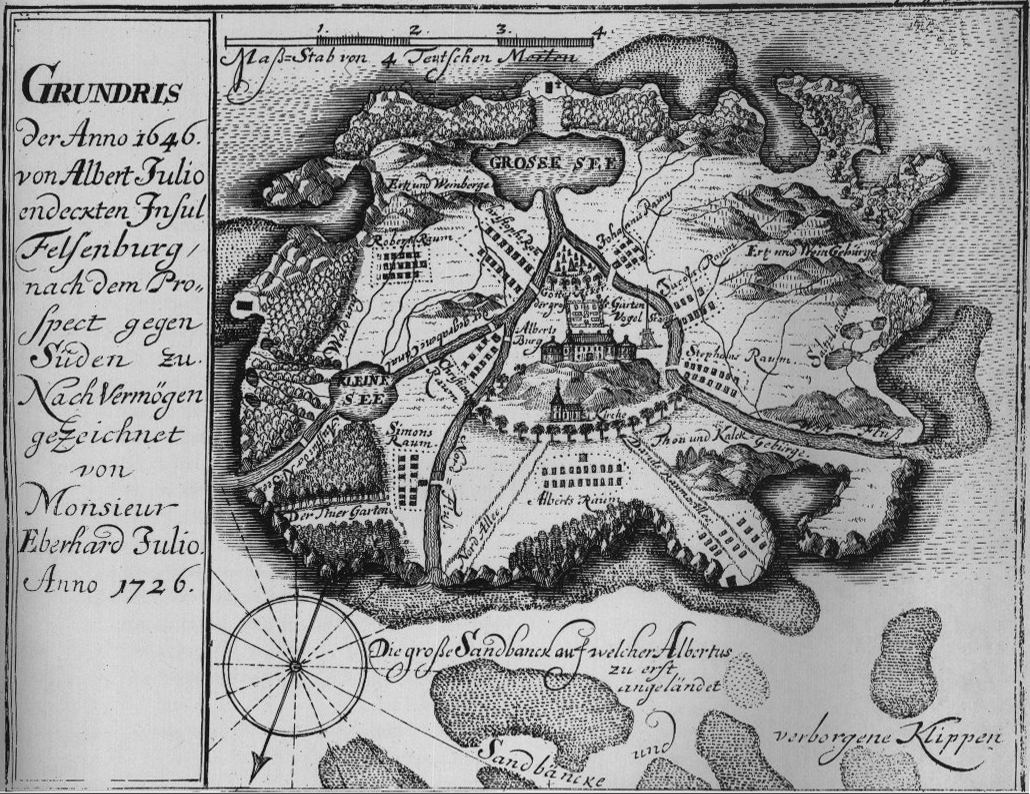
Carte de l'île fictive Insel Felsenburg, imaginée par l'écrivain allemand Johann Gottfried Schnabel en 1731.

Dans l'histoire moderne, l'étude de la création de mondes littéraires fictionnels commence avec des auteurs de fantasy tels que George MacDonald, J. R. R. Tolkien, Dorothy L. Sayers et C. S. Lewis. Tolkien aborde le sujet dans son essai Du conte de fées, où il déclare que la création d'un « monde secondaire » (le monde construit) imaginaire est mieux servie par le roman que par le théâtre, car au théâtre, tout repose sur les personnages et l'action, et peu sur l'univers et les choses qui le composent : « On ne peut pas dire grand chose sur un arbre en tant qu'arbre dans une pièce de théâtre ». Les mondes construits s'éloignent de la narration, du récit et des personnages, et peuvent explorer « les arbres en tant qu'arbres » ou des aspects du monde pour et en eux-mêmes.
Dans les années 1960, l'étude des mondes fantastiques se concentre sur une contextualisation des univers dans leur médium (par exemple le roman) et dans la narration, proposant des analyses des récits déployés dans l'univers, mais pas de l'univers lui-même. Les franchises médiatiques sont similaires aux mondes construits mais ne reposent pas nécessairement sur eux : par exemple, une franchise médiatique telle que Star Wars repose sur un monde construit, mais Les Beatles, en tant que franchise, non. Dans les années 2000, le worldbuilding gagne en popularité au cinéma. Alors que les auteurs cherchaient auparavant à créer un seul personnage pouvant potentiellement devenir le héros de plusieurs histoires, ils créent désormais des mondes capables d'héberger plusieurs personnages et histoires. C'est le cas par exemple de l'univers Marvel.

## Méthodes

### Approche descendante ou ascendante

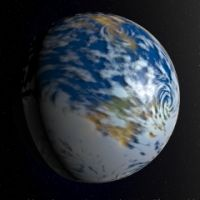
Un monde imaginaire vu depuis l'espace

Le worldbuilding peut être conçu de haut en bas (approche descendante) ou de bas en haut (approche ascendante), ou par une combinaison de ces approches. Les recommandations officielles de la série Donjons et Dragons utilisent les termes « de l'extérieur vers l'intérieur » et « de l'intérieur vers l'extérieur ». Dans l'approche descendante, la personne qui conçoit le monde crée d'abord un aperçu général, déterminant des caractéristiques telles que le type d'habitants, le niveau technologique, les principales caractéristiques géographiques, le climat et l'histoire. À partir de ces grandes caractéristiques, le reste du monde est imaginé avec de plus en plus de détails. Cette approche peut impliquer la création des bases du monde, suivies de niveaux tels que les continents, les civilisations, les nations, les villes et les villages. Un monde construit de haut en bas a tendance à être bien intégré, avec des composants individuels s'emboîtant de manière cohérente. Cependant, cela peut nécessiter un travail considérable avant que suffisamment de détails soient mis en place et puissent servir, par exemple, de décor pour une histoire.
Avec l'approche ascendante, le ou la designer se concentre sur une petite partie du monde nécessaire à ses fins. Ce lieu est approfondi en détail sur différents plans : géographie locale, culture, structure sociale, gouvernement, politique, commerce, histoire. Des personnalités locales importantes peuvent être décrites, ainsi que leurs relations les unes avec les autres. Les zones environnantes sont ensuite décrites avec un niveau de détail inférieur, la description devenant plus générale à mesure qu'on s'éloigne de l'emplacement initial. Le monde pourra par la suite être enrichi de nouvelles régions du monde ou des concepts, avec par exemple des monnaies fictives ou des références à des livres fictifs pour ajouter de la profondeur.
Selon Terry Pratchett : « Vous deviez commencer à vous demander comment l'eau douce était arrivée là, comment les eaux usées repartaient [...] La construction du monde de bas en haut, pour utiliser une expression heureuse, est plus fructueuse que la construction du monde de haut en bas. »
Cette approche permet d'utiliser le décor presque instantanément, avec un niveau de détail pertinent pour une certaine histoire ou situation. Cette approche peut cependant engendrer un monde truffé d'incohérences. En combinant les approches descendante et ascendante, il est possible d'en cumuler les avantages en fonction du produit souhaité.
Afin de ne pas créer un surplus de détails qui resteront inexplorés, une méthode souvent utilisée est le worldbuilding « inféré » (inferred worldbuilding). Le worldbuilding inféré consiste à fournir suffisamment de détails sur les différents éléments d'un univers ou d'un lieu pour que le lecteur puisse extrapoler et reconstituer sa propre vision des détails qui ne sont pas spécifiquement décrits. Cette technique est particulièrement utile pour les jeux de rôle, car chaque partie peut nécessiter la création de détails spécifiques au cas par cas pour que l'histoire du JDR fonctionne.

### Approche narrative
Des narratologues et théoriciens du scénario, tels que Robert McKee ou John Truby, se sont intéressés à la création d'univers dans une perspective scénaristique. Cette approche étudie principalement les liens entre l'univers du récit et la structure narrative de l'histoire.

#### Concept d'«arène»
Dans cette approche, « l'univers du récit » est vu principalement sous l'angle du concept d'« arène », c'est-à-dire de décor pour l'action des personnages. Les limites de l'arène et ses règles internes définissent le champ des possibles narratifs. Pour McKee, la cohérence interne de l'univers du récit, sa vraisemblance, est primordiale pour que fonctionne la suspension d'incrédulité. En effet, le spectateur assimile rapidement les règles de l'univers fictif, et se sentira trahi si elles ne sont pas respectées.
L'approche narrative encourage le fait de travailler sur un « petit monde » (quelques lieux, quelques personnages), afin qu'il soit possible pour le créateur de le connaître en profondeur, « de façon aussi précise que Dieu connaît le monde qu'il a créé ». Pour McKee, approfondir l'univers du récit est aussi un moyen d'éviter les clichés grâce à un ancrage réaliste dans un contexte spécifique (époque, lieu, milieu social, etc.). Resserrer les frontières du récit permet également de condenser et d'intensifier l'action.
Par ailleurs, la nécessité d'approfondir « l'univers du récit » n'est pas vue comme limitée aux littératures de l'imaginaire, mais peut également s'appliquer à des œuvres réalistes, pour lesquelles il est tout aussi nécessaire de connaître en profondeur le monde dans lequel évoluent les personnages afin que leurs histoires et interactions soient crédibles. Dans ce cas, on sort du strict concept de « construction d'univers » (entièrement fictif), puisque l'écriture d'un récit ancré dans le monde réel reposera moins sur l'imagination et davantage sur la documentation.

#### L'univers comme extension des personnages
L'approche scénaristique tend à envisager l'univers du récit comme étant intrinsèquement lié aux personnages. Pour Bachelard, « un psychologue de l'imaginaire […] comprend que le cosmos modèle le genre humain, qu'il peut transformer un homme des collines en homme des îles ou des rivières, et que la maison remodèle l’homme ».
Pour John Truby, le décor doit être utilisé comme un « condensateur-extenseur » des personnages, de leurs enjeux et de leurs valeurs. Par conséquent, les différentes arènes doivent refléter visuellement les oppositions entre les personnages principaux. Par exemple, dans Harry Potter, le héros Harry est associé au château de Poudlard, un lieu chaleureux, tandis que son opposant maléfique, Voldemort, est associé à la sombre et froide forêt interdite.

#### Signification narrative des décors
L'approche scénaristique insiste aussi sur la prise en compte des significations narratives, voire métaphoriques, attachées à différents types de décors. Par exemple, une forêt peut être à la fois symbole de foisonnement vital et de danger mortel : c'est une métaphore de la psyché humaine, souvent utilisée dans les contes de fées. Une île, par sa nature de microcosme, est un décor propice pour dépeindre une société miniature, qu'elle soit utopique ou dystopique.
Pour Truby, l'univers du récit doit être intrinsèquement lié au concept de l'histoire et à sa ligne thématique. Ainsi, construire l'univers du récit revient à élaborer le meilleur décor, à même d'exprimer l'évolution du personnage et d'accompagner sa progression narrative. Le type de trajet effectué par le ou la protagoniste au sein de l'univers sera également porteur de signification et peut influencer le worldbuilding. Truby identifie ainsi quatre façons de parcourir l'univers du récit : le resserrement (partir d'une grande arène puis resserrer), le trajet linéaire (quête, voyage), la boucle (quête ou voyage avec retour au point de départ) et le tremplin (partir d'une arène, puis propulser le personnage vers une autre).
D'un point de vue narratif, l'évolution de l'univers du récit (évolution des équilibres naturels, des équilibres entre peuples, etc.) est importante car elle peut refléter l'évolution des personnages, ou au contraire contraster (par exemple le personnage a évolué alors que le monde reste stable).

#### Techniques
Dans son livre Story, Robert McKee mentionne trois techniques d'écriture pour crédibiliser l'univers d'un récit :
- la mémoire : rechercher dans ses propres souvenirs et dans sa propre expérience des éléments pouvant nourrir l'univers
- l'imagination : se projeter dans l'univers du récit et s'imaginer y vivre comme les personnages
- les faits : se documenter en lisant des ouvrages de sociologie, d'histoire, de philosophie, etc.

Dans L'anatomie du scénario, John Truby propose un exercice d'écriture pour construire l'univers du récit en développant :
- L'univers du récit en une phrase
- L'arène générale
- Les oppositions de valeurs et oppositions visuelles
- L'articulation entre terre, peuples et technologie
- Les systèmes humains
- Le cadre naturel et les conditions atmosphériques
- Les espaces artificiels
- Les miniatures (sous-mondes qui reflètent le monde de l'histoire en miniature)
- Les passages (lieux de transition entre espaces)
- La technologie
- Les saisons, fêtes et rituels

## Composants de l'univers
En game design (conception de jeu), l'objectif du worldbuilding est de créer le contexte d'une histoire. La cohérence est un élément important, car le monde fournit une base pour l'action d'une histoire. Cependant, pour JRR Tolkien, le but du worldbuilding est de créer de l'immersion, ou de l'« enchantement » comme il l'écrit, et les descriptions de l'univers peuvent être totalement déconnectées de l'histoire et du récit.
Un monde inhabité peut être utile à certaines fins, en particulier en science-fiction, mais la majorité des mondes imaginaires abritent une ou plusieurs espèces sensibles. Ces espèces peuvent avoir des cultures ou des langues construites. En hard science-fiction, il est commun de concevoir les détails de la flore et de la faune vers la fin du processus de worldbuilding, créant ainsi des formes de vie adaptées à des environnements inédits d'un point de vue scientifique.
Le script doctor John Truby identifie trois composants majeurs d'un univers : les espaces naturels (terre, géographie), les espaces artificiels (constructions, peuples) et la technologie (objets technologiques ou magiques).

### Physique
La considération la plus fondamentale du worldbuilding est probablement de savoir à quel point l'univers fictif reposera sur des lois physiques réelles ou s'en éloignera, par exemple en introduisant de la magie. Quoique la magie soit un élément plus courant en fantasy, les mondes de science-fiction peuvent en contenir des équivalents magiques ou technologiques. Par exemple, dans la série de jeux vidéo de science-fiction Mass Effect, les implants biotiques permettent d’acquérir des capacités qui, même si elles sont décrites scientifiquement dans le jeu, ressemblent à celles des mages dans les jeux de fantasy. Dans le roman de science-fiction Midnight at the Well of Souls (en) de Jack L. Chalker, la magie existe, mais elle est expliquée scientifiquement.
Certains mondes fictifs modifient les lois physiques monde réel : les voyages à vitesse supraluminique sont par exemple communs en science-fiction. Un univers peut combiner science et magie, comme dans la série Dark Tower et la franchise Star Wars . L'un des sous-genres de la science-fiction, la science-fiction mondaine (mundane science-fiction (en)), se limite à décrire une technologie scientifiquement plausible, éliminant par exemple le voyage interstellaire du champ des possibles.

### Cosmologie

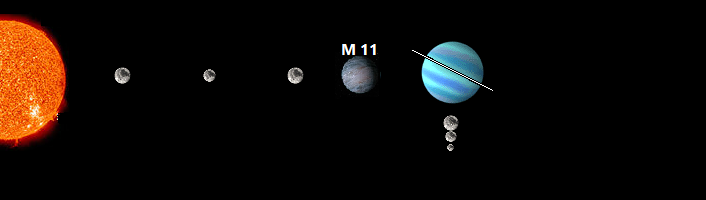
Schéma du « Système solaire Starbase 11 » fictif de la série télévisée Star Trek.

Les mondes imaginaires ont souvent une cosmologie, tant au sens scientifique que métaphysique du terme. Le worldbuilding de science-fiction, en particulier lorsqu'il inclut le vol spatial, implique généralement la création d'un système stellaire et de planètes. Si le concepteur souhaite appliquer les lois réelles de l'astronomie, il peut détailler les distances astronomiques de l'orbite de sa planète et définir les caractéristiques physiques des autres corps dans le même système. Ceci influera sur des paramètres chronologiques, tels que la durée d'une journée et les durées des saisons. Certains systèmes sont intentionnellement bizarres. Dans ses romans The Integral Trees et The Smoke Ring (en), Larry Niven a conçu un environnement de « chute libre », un tore gazeux dont la pression, la température et la composition sont habitables, en orbite autour d'une étoile à neutrons.
Les mondes imaginaires peuvent également impliquer des cosmologies uniques. Dans Donjons et dragons, le monde physique est appelé le plan Matériel primaire, mais d'autres plans d'existence consacrés aux concepts moraux ou élémentaires sont disponibles pour jouer, par exemple le plan Éthéré, ou l'univers Spelljammer, où est développé un système astrophysique entièrement nouveau. Certains mondes fantastiques comportent des religions imaginaires. Dans la série The Elder Scrolls, par exemple, une variété de religions sont pratiquées par les différentes castes du monde. Le monde du jeu vidéo Summoner a une cosmologie bien développée, notamment un mythe de la création.

### Géographie

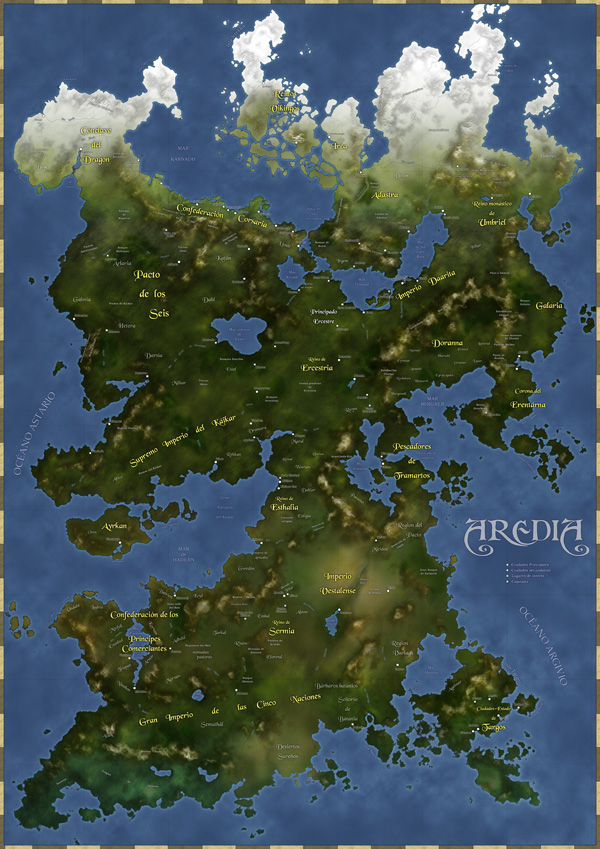
Carte du royaume fictif d'Aredia, utilisée dans un jeu de rôle médiéval.

La création d'une carte fictive est souvent l'une des premières tâches du worldbuilding. Une carte permet de présenter les principaux reliefs d'un monde ainsi que les civilisations en présence. Une carte claire et concise, affichant les emplacements des points clés de l'histoire, peut être un outil utile à la fois pour les développeurs et le public. Les produits créatifs finis, tels que les livres, peuvent contenir des versions publiées de cartes qui ont servi au développement de l'œuvre : de nombreuses éditions du Seigneur des Anneaux, par exemple, incluent des cartes de la Terre du Milieu. La cartographie des mondes fictifs est parfois appelée géofiction.
La géographie physique d'un monde fictif est importante dans la conception des modèles météorologiques et des biomes tels que les déserts, les zones humides, les montagnes et les forêts. Ces caractéristiques physiques affectent également la croissance des diverses sociétés et leurs interactions, telles que l'établissement de routes commerciales et la localisation des villes importantes. Le désir de contrôler les ressources naturelles dans un monde fictif peut conduire à la guerre entre ses habitants. La géographie peut également définir des écosystèmes pour chaque biome. On suppose souvent une écologie semblable à la Terre, mais les concepteurs peuvent s'écarter radicalement de cette tendance. Par exemple, la nouvelle d'Isaac Asimov La Pierre parlante présente une forme de vie basée sur le silicium plutôt que sur le carbone.
Certains logiciels peuvent créer des terrains aléatoire à l'aide d'algorithmes fractals. Des programmes sophistiqués peuvent appliquer des effets géologiques tels que le mouvement et l'érosion des plaques tectoniques : le monde qui en résulte peut être rendu avec beaucoup de détails, offrant un certain réalisme au résultat.

### Culture
Les cultures imaginaires sont un élément typique du worldbuilding. Les concepteurs utilisent souvent les civilisations humaines du passé comme modèle pour les sociétés fictives. Le jeu vidéo Worlds of Ultima: The Savage Empire, par exemple, se déroule dans un monde rempli de tribus basées sur des civilisations anciennes de Mésoamérique et d'Afrique. Cette méthode peut rendre un monde fictif plus accessible en jouant sur les références du public. Selon Simon Provencher, l'une des « règles d'or » du worldbuilding est que « sauf indication contraire, tout ce qui se trouve à l'intérieur de votre monde est supposé se comporter exactement comme il le ferait dans le monde réel »,. Pour Steven S. Long (en), représentant du jeu de rôle Champions, « tout ce qui s'est passé dans le monde réel s'est également déroulé exactement de la même manière dans l'univers des Champions ». Cela signifie que toutes les guerres, élections et progrès technologiques survenus dans notre monde se sont produits de la même manière dans l'univers Champions, sauf indication contraire.
Créer une culture extraterrestre cohérente est une tâche spécifique. Certains concepteurs s'inspirent de civilisations humaines, comme les Romuliens de Star Trek, dont la société ressemble à celle de la Rome antique. Aussi, le passé historique du monde fictif peut expliquer les relations passées et présentes entre différentes sociétés, ce qui peut servir de base à l'action d'une histoire. Par exemple, dans les séries Shannara et Belgariad, d'anciennes guerres sont utilisées comme des points-clé de l'intrigue.

## Types de mondes construits
Parmi les mondes construits célèbres, on peut citer entre autres le Disque-monde de Terry Pratchett, la pseudo-Terre de l'âge hyborien dans la série Conan, la planète Arrakis dans la série Dune, le continent de Tamriel dans la série de jeux Elder Scrolls, l'univers Terremer d'Ursula K. Le Guin, le sous-continent Gethen dans Nausicaä de la vallée du vent de Hayao Miyazaki, ou encore Arda, l'emplacement de la Terre du Milieu de Tolkien, dans Le Seigneur des anneaux.
Les mondes construits peuvent être utilisés pour différents types de médias. Lawrence Watt-Evans (en) et Steven Brust ont respectivement créé les univers Ethshar (en) et Dragaera (en) pour des jeux de rôle, avant de les utiliser comme décors pour des romans. MAR Barker a initialement conçu Tékumel bien avant l'avènement des jeux de rôle, mais de nombreux joueurs, y compris Barker lui-même, l'ont utilisé comme décor pour de tels jeux.
On nomme « univers partagé » un univers fictif qui peut être utilisé par différents auteurs. On peut citer par exemple l'univers étendu de Star Wars et les décors de campagne développés spécifiquement pour les jeux de rôle. L'un des plus anciens décors de campagne est Tærre, développé pour le monde de Faucongris de Donjons et dragons.